# Pachyporospora retorta
Pachyporospora retorta is een soort in de taxonomische indeling van de Myzozoa, een stam van microscopische parasitaire dieren. Het organisme komt uit het geslacht Pachyporospora en behoort tot de familie Porosporidae. Pachyporospora retorta werd in 1968 ontdekt door Ormieres.